# Tarsius wallacei
Khỉ lùn Wallace (Danh pháp khoa học: Tarsius wallacei) là một loài khỉ lùn trong họ Tarsiidae, chúng là Là một loài được mô tả gần đây. Nó được tìm thấy trong rừng Trung tâm Sulawesi, nơi có hai quần thể riêng biệt. Khỉ lùn Wallace lần đầu tiên được miêu tả bởi Stefan Merker vào năm 2010, loại đặc hữu địa phương cách nam Palu khoảng 9 km (6 dặm), thủ phủ của vùng Sulawesi miền Trung, gần làng Uwemanje. Có hai quần thể riêng biệt có hình thái giống nhau nhưng khác nhau về kích thước của con vật. Loài mới được đặt tên để vinh danh nhà tự nhiên học người Anh là Alfred Russel Wallace. 

## Đặc điểm
Đây là một động vật có vú màu nâu nhỏ có chiều dài dưới 15 cm (6 inch). Khỉ lùn Wallace có kích thước và hình dạng tương tự như những vùng đất thấp khác và có độ dài đầu và thân từ 10 đến 15 cm (4 và 6 inch). Nó lớn hơn Tarsius pumilus. Nó có đôi mắt to, một mặt trang điểm rõ ràng, những đốm trắng phía sau tai và một đuôi dài với một cái đuôi lớn có búi lông rậm. Lông của nó có màu vàng nâu và cổ họng có màu đồng. Mặc dù hình thái gần giống với các loài khác trên đảo Sulawesi, nó có một tiếng gọi đôi đặc biệt, và các phân tích di truyền cho thấy các trình tự DNA ti thể ty thể và ti thể của Y và các tần số allele microsatellite của nó là loài duy nhất 

## Sinh thái
Vùng đất sinh sống của khỉ lùn Wallace là loài đặc hữu của hòn đảo Sulawesi ở Indonesia. Có hai quần thể riêng biệt cách nhau bởi vịnh Palu, thành phố thủ phủ và phần phía nam của Isthmus of Palu. Dân số phía Nam chiếm diện tích khoảng 50 km2 (19 dặm vuông). Độ dày hơn này là trên cây và được tìm thấy ở cả rừng nguyên sinh và thứ sinh và ở các vùng đất thoái hoá. Loài khỉ lùn này có một phạm vi hạn chế, đặc biệt là vùng phía Nam. Tổng dân số không rõ nhưng được cho là giảm vì rừng đã được dọn sạch để nhường chỗ cho các vụ trồng trọt. Liên minh Bảo vệ Thiên nhiên Quốc tế không có đủ thông tin để đánh giá tình trạng bảo tồn của vùng này, vì vậy nó đánh giá nó là "thiếu dữ liệu". Dân số phía bắc bao gồm Khu bảo tồn thiên nhiên Gunung Sojol trong phạm vi của nó. 